# Vlha pestrá
Vlha pestrá (Merops apiaster) je středně velký, pestře zbarvený pták z čeledi vlhovitých.

## Taxonomie
Patří do čeledi vlhovitých, konkrétně do rodu Merops (vlha), který obsahuje dalších 23 druhů. Vlha pestrá je monotypický druh, nejsou tedy známy další poddruhy.

## Popis
Dosahuje velikosti kosa černého, s délkou těla 25–29 cm a rozpětím křídel 36–40 cm. Hmotnost se pohybuje mezi 46–60 g. Vlha pestrá je nezaměnitelný štíhlý pták s dlouhým, dolů zahnutým zobákem, dlouhými zašpičatělými křídly a dlouhým ocasem se dvěma prodlouženými středními pery. Zbarvení dospělých ptáků je velmi výrazné: modravá spodina těla, zářivě žluté hrdlo, žlutavě bílé ramenní skvrny a červenohnědé temeno, hřbet a svrchní strana křídla. Obě pohlaví se zbarvením neliší, mladí ptáci jsou shora matnější a zelenavější. Zobák je černý, nohy tmavohnědé.

### Hlas
Často se ozývá výrazným, měkkým „prryt“, při vzrušení u hnízda také krátkým, hvízdavým „vit“.

## Rozšíření
Hnízdí v severozápadní Africe, jihozápadní Evropě a západní Asii. Izolovaná populace žije také v jižní Africe. Severní hranice areálu kolísá a zvláště za teplých jar se posouvá daleko na sever až po Island, Faerské ostrovy, Norsko nebo Švédsko. Někdy zde vlhy i zahnízdí. Tažný druh; evropští ptáci na zimu migrují do tropické a jižní Afriky, asijští ptáci zimují zčásti také na území Indie. Evropská populace vykazuje po mírném poklesu v 70. až 90. letech 20. století opět stoupající tendenci. a její velikost je odhadována na 480 000–1 000 000 párů.

### Výskyt v Česku
V České republice bylo hnízdění poprvé prokázáno v roce 1954 u Lednice na jižní Moravě. Od poloviny 80. let hnízdí na jižní a jihovýchodní Moravě pravidelně, jinde je hnízdění zcela ojedinělé. V posledních letech dochází k výraznému nárůstu počtu hnízdících ptáků; v letech 1985–89 byla celková početnost odhadnuta do 10 párů, v letech 2001–03 na 33–90 párů a v roce 2005 již na 180 párů.
V roce 2021 bylo zaznamenáno hnízdění v březích na po povodních opět neregulovaných úsecích řeky Bečvy.
Přílet na české území probíhá především v druhé polovině května, odlet od konce srpna do poloviny září.

## Prostředí
K hnízdění vyhledává otevřenou členitou krajinu s pastvinami, křovinami, skupinami stromů nebo lesíky, často v blízkosti vody, běžně také v pískovnách.

## Ekologie a chování

### Hnízdění

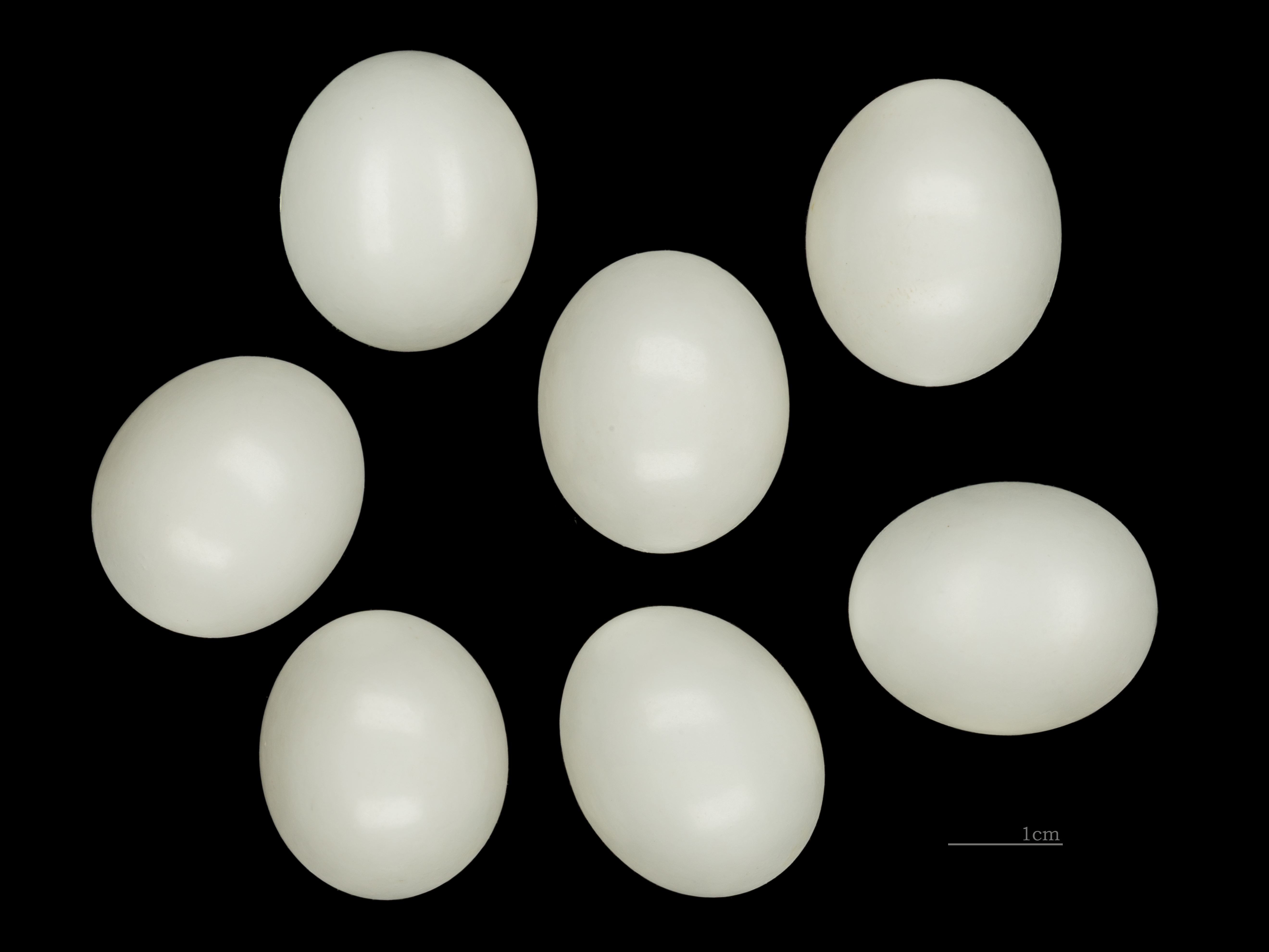
Vejce vlhy pestré (Merops apiaster)

Hnízdí většinou v koloniích, čítajících obvykle 10–20 párů, řidčeji i jednotlivě. Páry jsou monogamní a často spolu setrvávají po několik let, značně vysoká je také jejich věrnost k hnízdišti. Hnízdo je na konci nory, kterou sama buduje v písčitých nebo hlinitých stěnách a jejíž délka se pohybuje mezi 98–207 cm. Noru využívá obvykle jen jednou a po jejím opuštění ji mnohdy obsazují jiné druhy ptáků, nejčastěji vrabec polní. Ročně mívá 1 snůšku po 5–7 (4–8) bílých, zřídka jemně žlutavých vejcích o rozměrech 26,5 × 21,5 mm. Na jejich inkubaci, která trvá 20–22 dnů, se podílejí oba rodiče, větší mírou však samice. Mláďata jsou krmena oběma rodiči a hnízdo opouštějí ve věku 20 dnů, dalších asi 12 dnů jsou pak krmena mimo něj (v některých případech též třetím dospělým ptákem, tzv. pomocníkem). Pohlavně dospívají ve 2. kalendářním roce.

### Potrava
Živí se výhradně hmyzem, který loví za letu, často ve velkých výškách. Stylem letu přitom připomíná jiřičku, s rychlým máváním křídel, klouzáním a rychlými výpady za kořistí. V potravě převažují blanokřídlí (včely, vosy, sršně), dvoukřídlí, motýli, rovnokřídlí, vážky a brouci. Kutikuly a nebezpečných žihadel vos, včel a sršní se zbavuje neobvyklým způsobem: hmyzem tak dlouho tluče o nějaký tvrdý předmět, dokud kutikulu nerozbije nebo žihadlo neodstraní. V době krmení mláďat může takovýmto způsobem denně ulovit až 250 hmyzích jedinců.

## Galerie

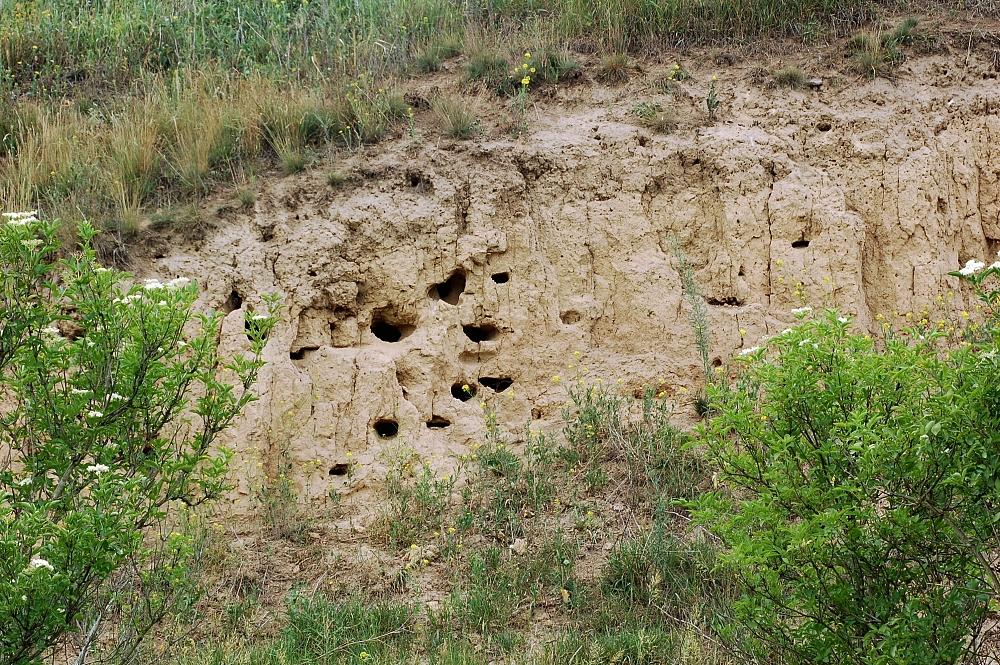
Hlinitá stěna s několika norami vlhy pestré
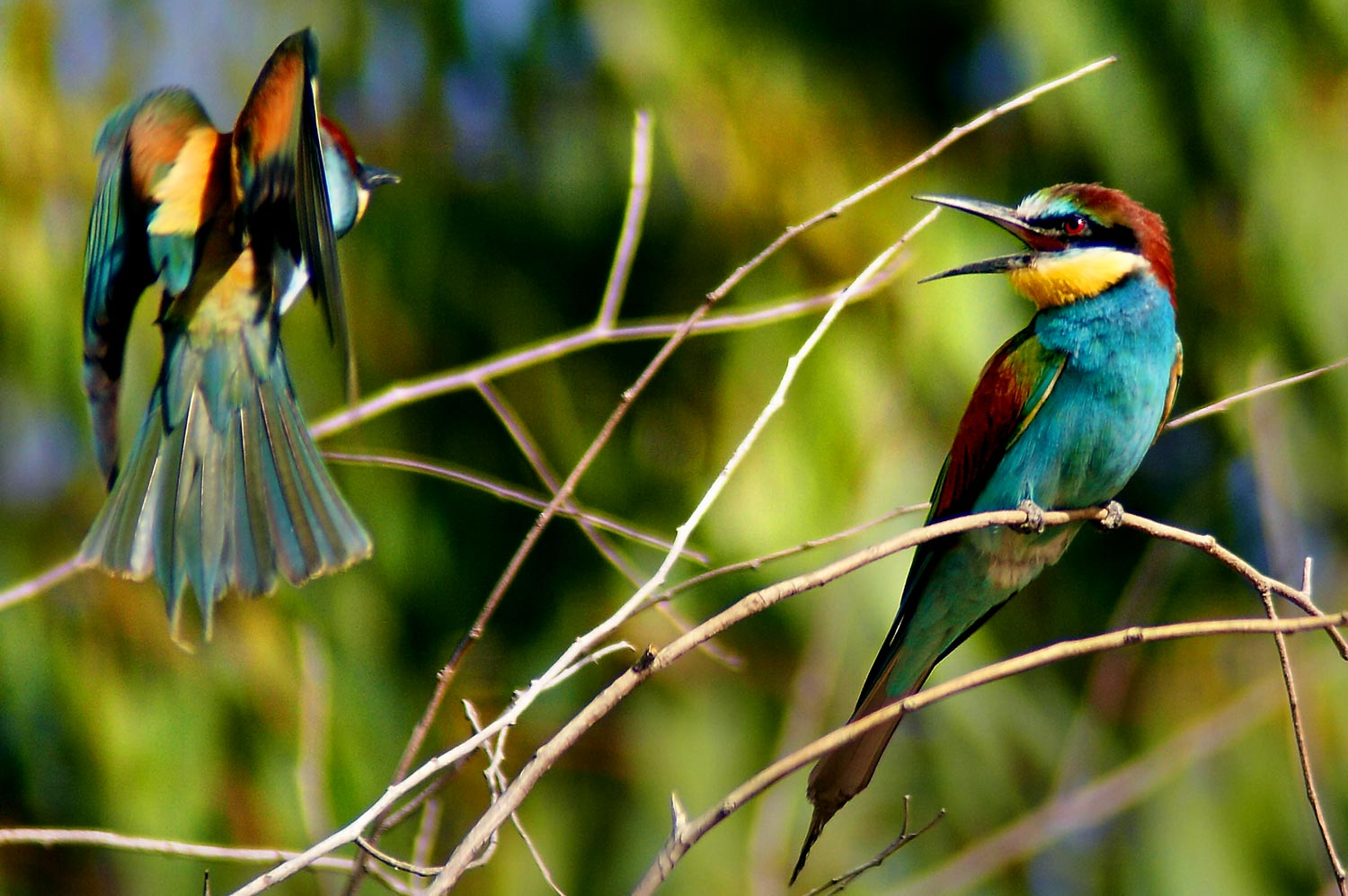
Dvojice vlh
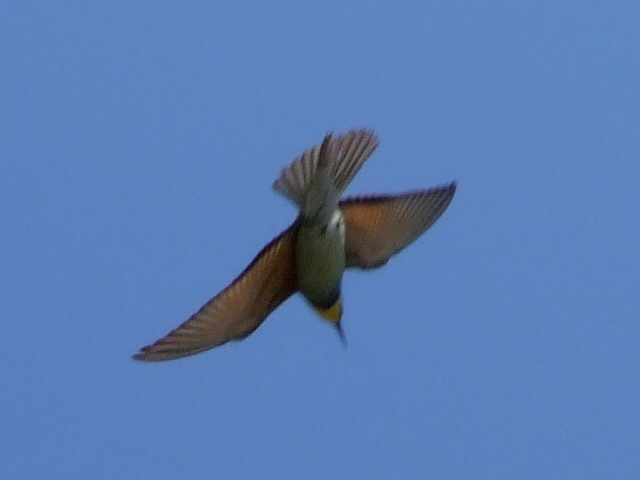
Letící vlha
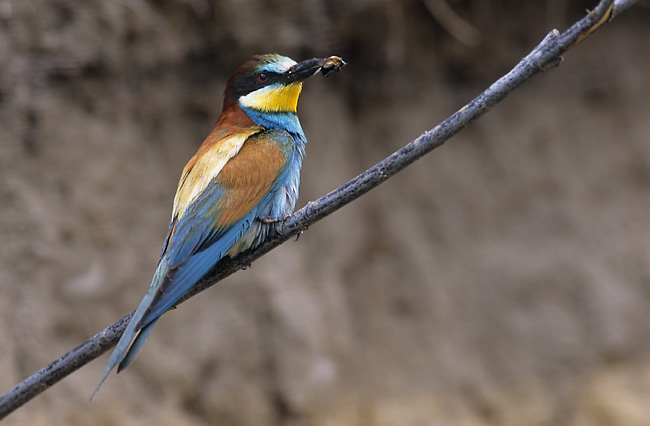
Vlha pestrá (dospělý pták)